# IC 922
IC 922 ist eine elliptische Galaxie vom Hubble-Typ E im Sternbild Großer Bär am Nordsternhimmel.
Das Objekt wurde im Juni 1892 vom US-amerikanischen Astronomen Edward Emerson Barnard entdeckt.
Die Identifikationen von IC 918, 919, 921, 922, 923, 925, 926, 928, 929, 930, 931, 932, 934, 935, 936, 937 und 938 sind sehr unsicher.